# Diego Hurtado
Diego Hurtado Vásconez (n. Quito, Ecuador; 29 de junio de 1995) es un futbolista ecuatoriano. Juega de delantero y su equipo actual es Cumbayá Fútbol Club de la Serie A de Ecuador. 

## Trayectoria
Debutó profesionalmente a los 16 años en el partido por la última fecha de la segunda etapa del Campeonato Nacional 2011 ante Olmedo el 4 de diciembre de 2011 con un empate 0-0. Marcó su primer gol como parte del equipo profesional en el partido amistoso por la Noche Blanca ante Atlético Nacional de Colombia. Fue parte del Club Deportivo El Nacional y también de los clubes ambateños Macará y Técnico Universitario. En 2020 se jugó en Universitario de Píllaro de la Segunda Categoría de Ecuador. En 2023 llegó en condición de jugador libre al Cumbayá Fútbol Club.

## Vida personal
Es hijo del histórico goleador de Liga Deportiva Universitaria, Patricio Hurtado. 

## Estadísticas

### Clubes
Actualizado al último partido disputado el 5 de noviembre de 2023.
| Club                                   | Div.          | Temporada     | Liga  | Liga  | Copas nacionales | Copas nacionales | Copas internacionales | Copas internacionales | Total | Total |
| Club                                   | Div.          | Temporada     | Part. | Goles | Part.            | Goles            | Part.                 | Goles                 | Part. | Goles |
| -------------------------------------- | ------------- | ------------- | ----- | ----- | ---------------- | ---------------- | --------------------- | --------------------- | ----- | ----- |
| Liga Deportiva Universitaria · Ecuador | 1.ª           | 2011          | 1     | 0     | —                | —                | —                     | —                     | 1     | 0     |
| Liga Deportiva Universitaria · Ecuador | 1.ª           | 2012          | 3     | 0     | —                | —                | —                     | —                     | 3     | 0     |
| Liga Deportiva Universitaria · Ecuador | 1.ª           | 2013          | 3     | 0     | —                | —                | —                     | —                     | 3     | 0     |
| Liga Deportiva Universitaria · Ecuador | 1.ª           | 2014          | 10    | 1     | —                | —                | —                     | —                     | 10    | 1     |
| Liga Deportiva Universitaria · Ecuador | Total club    | Total club    | 17    | 1     | 0                | 0                | 0                     | 0                     | 17    | 1     |
| Olmedo · Ecuador                       | 1.ª           | 2015          | 31    | 10    | —                | —                | —                     | —                     | 31    | 10    |
| Olmedo · Ecuador                       | Total club    | Total club    | 31    | 10    | 0                | 0                | 0                     | 0                     | 31    | 10    |
| Técnico Universitario · Ecuador        | 2.ª           | 2016          | 33    | 7     | —                | —                | —                     | —                     | 33    | 7     |
| Macará · Ecuador                       | 1.ª           | 2017          | 5     | 0     | —                | —                | —                     | —                     | 5     | 0     |
| Macará · Ecuador                       | Total club    | Total club    | 5     | 0     | 0                | 0                | 0                     | 0                     | 5     | 0     |
| Técnico Universitario · Ecuador        | 1.ª           | 2018          | 16    | 2     | —                | —                | —                     | —                     | 16    | 2     |
| Técnico Universitario · Ecuador        | Total club    | Total club    | 49    | 9     | 0                | 0                | 0                     | 0                     | 49    | 9     |
| El Nacional · Ecuador                  | 1.ª           | 2019          | 2     | 0     | 1                | 0                | —                     | —                     | 3     | 0     |
| El Nacional · Ecuador                  | Total club    | Total club    | 2     | 0     | 1                | 0                | 0                     | 0                     | 3     | 0     |
| Universitario · Ecuador                | 3.ª           | 2019          | 5     | 5     | —                | —                | —                     | —                     | 5     | 5     |
| Universitario · Ecuador                | 3.ª           | 2020          | 11    | 4     | —                | —                | —                     | —                     | 11    | 4     |
| Universitario · Ecuador                | 3.ª           | 2021          | 9     | 6     | —                | —                | —                     | —                     | 9     | 6     |
| Universitario · Ecuador                | Total club    | Total club    | 25    | 15    | 0                | 0                | 0                     | 0                     | 25    | 15    |
| Unibolívar · Ecuador                   | 3.ª           | 2022          | 16    | 7     | 1                | 0                | —                     | —                     | 17    | 7     |
| Unibolívar · Ecuador                   | Total club    | Total club    | 16    | 7     | 1                | 0                | 0                     | 0                     | 17    | 7     |
| Cumbayá F. C. · Ecuador                | 1.ª           | 2023          | 14    | 1     | 0                | 0                | —                     | —                     | 14    | 1     |
| Cumbayá F. C. · Ecuador                | Total club    | Total club    | 14    | 1     | 0                | 0                | 0                     | 0                     | 14    | 1     |
| Total carrera                          | Total carrera | Total carrera | 159   | 43    | 2                | 0                | 0                     | 0                     | 161   | 43    |
| 1.                                     |               |               |       |       |                  |                  |                       |                       |       |       |

## Palmarés

### Campeonatos provinciales
| Título                          | Club          | Año  |
| ------------------------------- | ------------- | ---- |
| Segunda Categoría de Tungurahua | Universitario | 2020 |
| Segunda Categoría de Tungurahua | Universitario | 2021 |
| Segunda Categoría de Bolívar    | Unibolívar    | 2022 |